# Радзеховиці-Другі
Радзеховиці-Другі (пол. Radziechowice Drugie) — село в Польщі, у гміні Ладзиці Радомщанського повіту Лодзинського воєводства.
Населення — 633 особи (2011).
У 1975-1998 роках село належало до Пйотрковського воєводства.

## Демографія
Демографічна структура станом на 31 березня 2011 року:
|          | Загалом | Допрацездатний вік | Працездатний вік | Постпрацездатний вік |
| -------- | ------- | ------------------ | ---------------- | -------------------- |
| Чоловіки | 312     | 74                 | 203              | 35                   |
| Жінки    | 321     | 67                 | 179              | 75                   |
| Разом    | 633     | 141                | 382              | 110                  |